# Locke (Californie)
Pour les articles homonymes, voir Locke.
Locke, également appelée Locke Historic District, est une communauté non incorporée du comté de Sacramento en Californie, située dans le delta du Sacramento, au sud de la ville de Sacramento. La ville de 5,7 ha est construite entre 1893 et 1915, à environ un mile (1,6 km) au nord de la ville de Walnut Grove, dans le comté de Sacramento.
Locke est une communauté essentiellement agricole située près de la route 160 (en), au sud de Sacramento. Elle est inscrite au registre national des lieux historiques en 1971 et désignée site historique national en 1990 en tant qu'exemple unique d'une communauté rurale sino-américaine historique. Elle est qualifiée de « seule ville américaine construite pour les chinois ».
En 2021, la population était estimée à environ 100 habitants, les Américains d'origine chinoise ne constituant plus la majorité.
Le village de Lockeport (abrégé en « Locke » en 1920) a vu le jour à l'endroit où les chemins de fer Sacramento Valley Railway et Union Pacific Railroads se rejoignaient, à l'angle sud-ouest d'une parcelle marécageuse de 200 ha cédée le 6 juillet 1883 au fondateur George W. Locke et à son partenaire commercial Samuel P. Lavenson. Les deux hommes ont été attirés dans leur jeunesse par la ruée vers l'or en Californie.
Après qu'un incendie ait détruit le quartier chinois de Walnut Grove, situé à proximité, en 1915, de nombreux immigrants chinois de cette ville se sont réinstallés à Locke et ont contribué à son développement. Des commerces appartenant à des Chinois ont été créés, ainsi qu'une école de langue chinoise. La ville a continué à prospérer en tant que communauté agricole sino-américaine jusqu'après la Seconde Guerre mondiale, lorsque les jeunes habitants ont commencé à quitter la ville pour trouver de meilleures opportunités d'éducation et d'emploi dans les centres urbains.

## Culture populaire
La localité de Locke est le sujet des livres suivants :
- (en) Jeff Gillenkirk et James Motlow, Bitter Melon : Inside America's Last Rural Chinese Town, Nine Mile Press, 1987 (lire en ligne).
- (en) Peter C. Y Leung, One Day, One Dollar : Locke, California, and the Chinese Farming Experience in the Sacramento Delta, Chinese/Chinese American History Project, 1984, 89 p..
- (en) Shawna Yang Ryan (en), Water Ghosts (a novel), 2017 (lire en ligne).

Locke apparaît dans les films et série télévisée suivants :
- Bird (film, 1988)
- Perpète (1999)
- Take Out with Lisa Ling (en) (Saison 1 - épisode 2 - 2022)

## Galerie

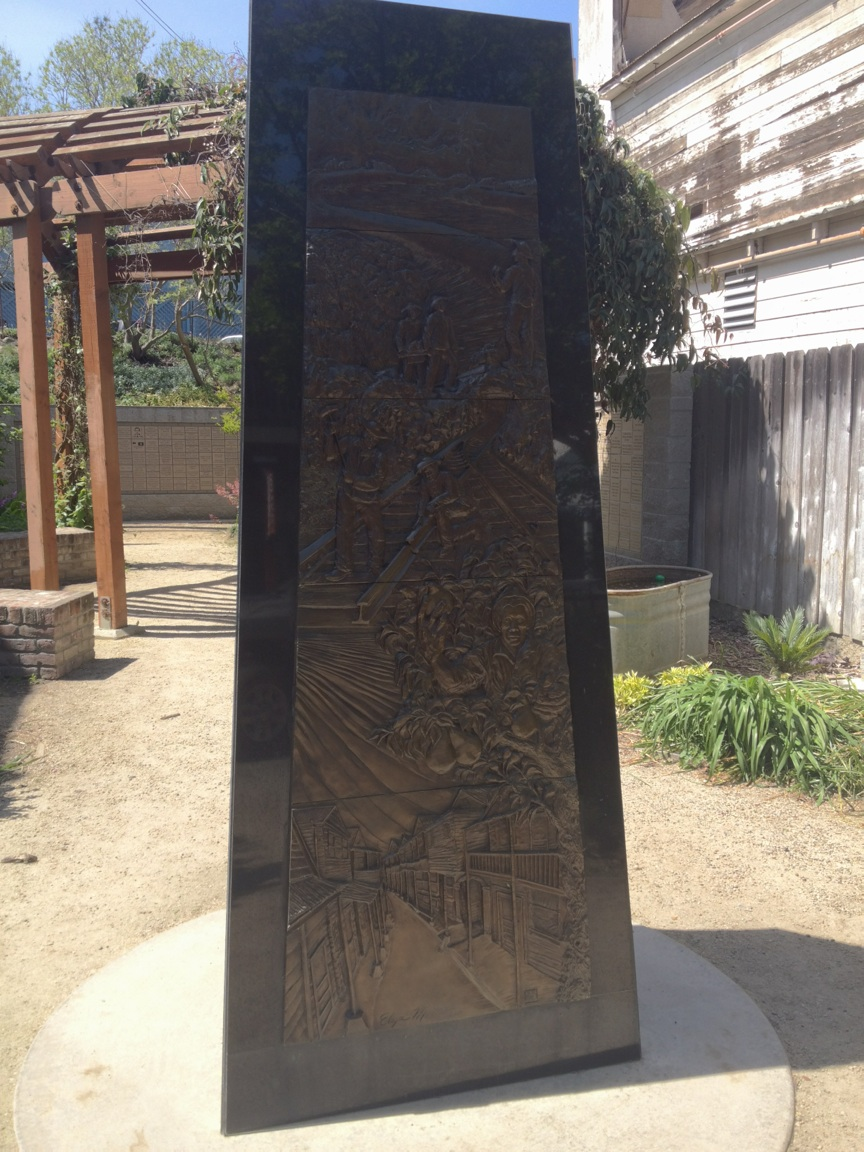
Mémorial de Locke dédié aux immigrants et ouvriers chinois.
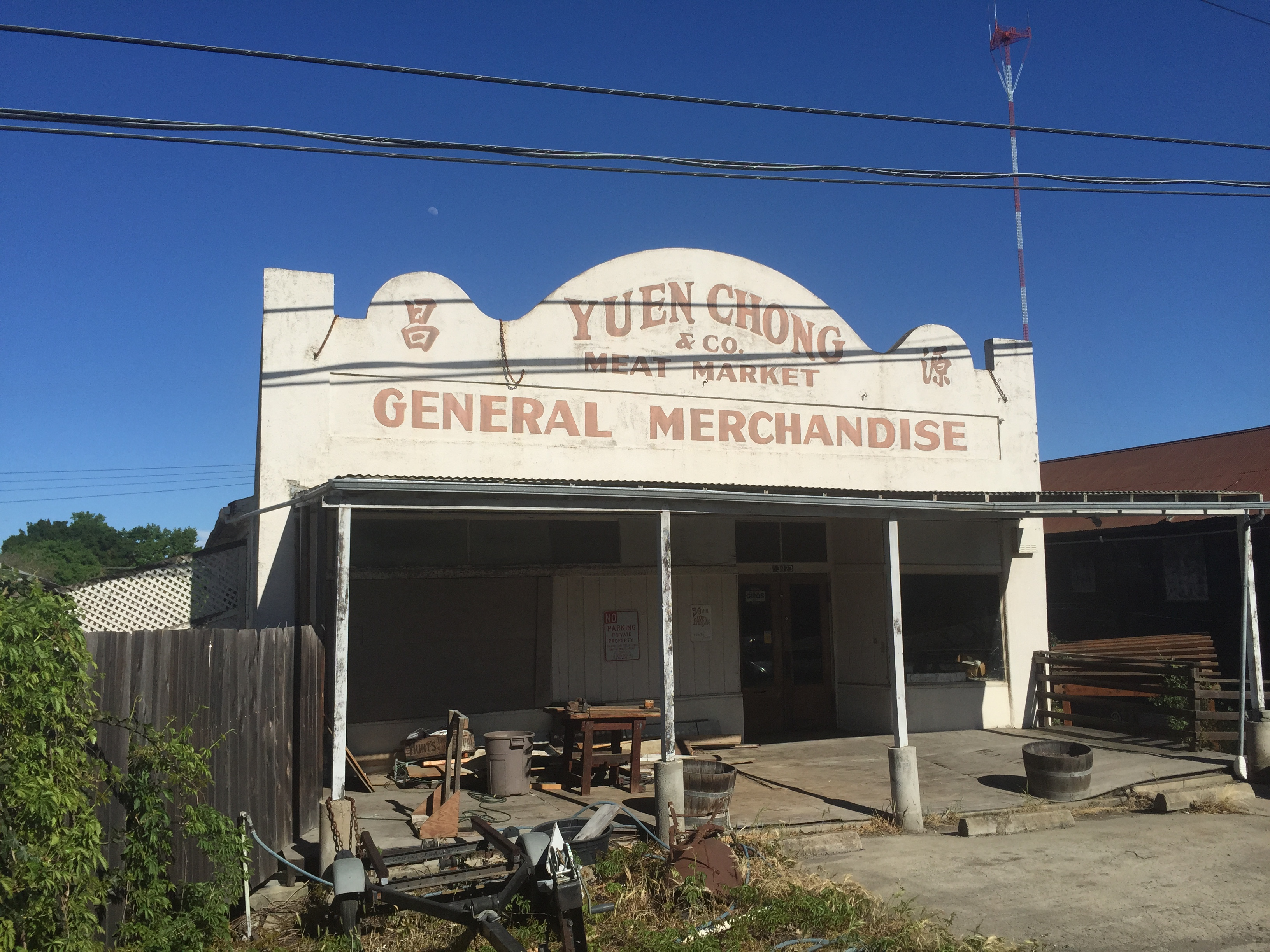
Devanture de magasin chinois à Locke.